# Crêt
Ne doit pas être confondu avec Crête.

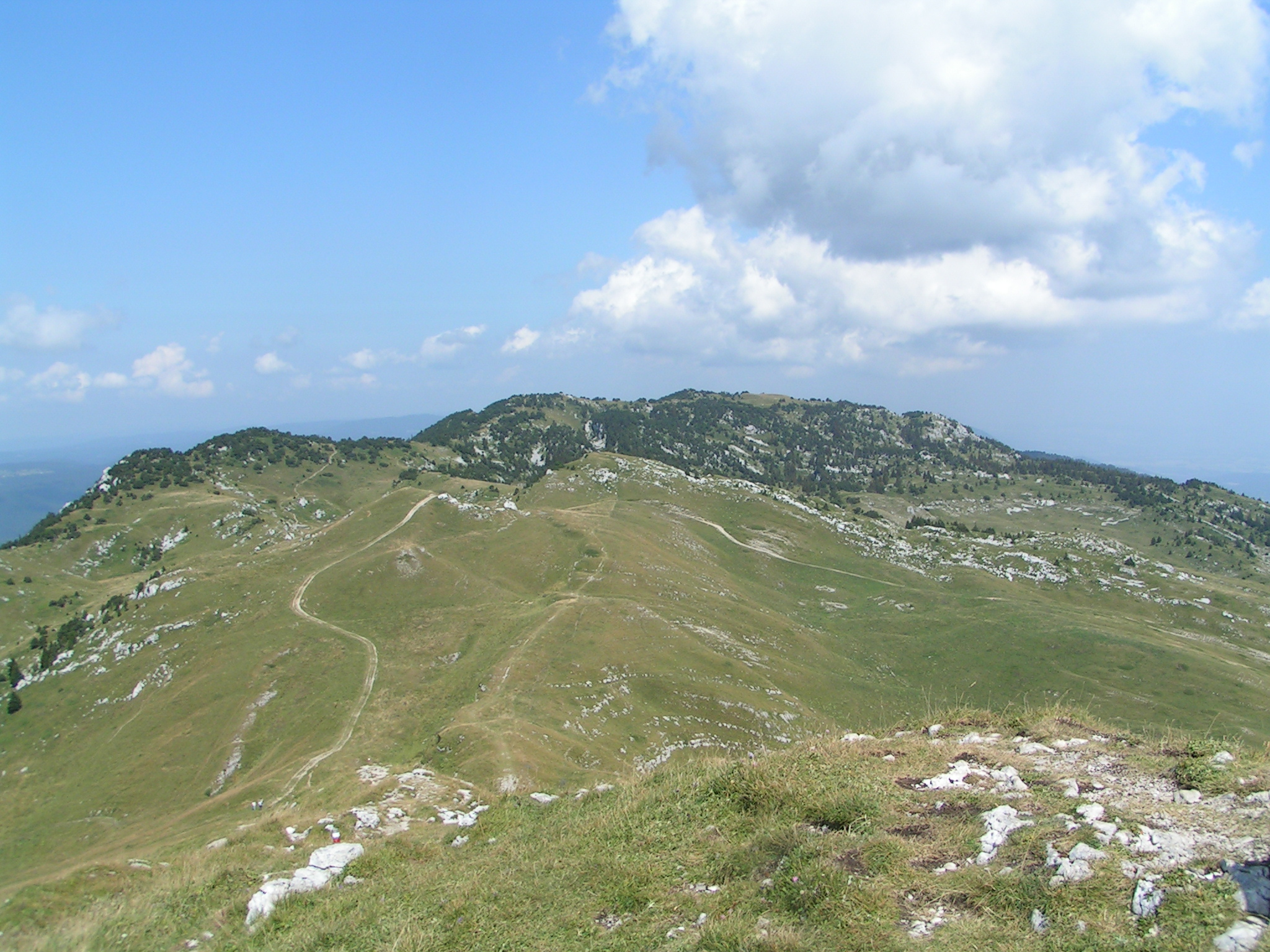
Le crêt de la Neige.

Le crêt est un terme utilisé dans les reliefs de plissement pour désigner les corniches rocheuses situées en bordure des combes anticlinales.

## Étymologie
Le mot crêt vient du latin crista qui désigne l'arête d'une montagne.

## Usage du nom
Le vocable est parfois employé pour désigner certains escarpements rocheux dans d'autres massifs de morphologie jurassienne, telles les Préalpes ou le piémont pyrénéen.